# Вогнева підготовка
Вогнева підгото́вка — у військовій справі — термін, під яким розуміють:
- навчання особового складу застосуванню штатної зброї для ураження різних цілей в бою; один з предметів бойової підготовки військ;
- період вогневого забезпечення атаки військ, що наступають.

Під час вогневої підготовки, навчальних і бойових стрільб у воїнів формується майстерність у діях зі зброєю, ведення прицільного вогню, завдавання вогневих ударів по противнику. Одночасно здійснюється розвиток особистості воїна, його провідних особистісних якостей, формується, розвивається та вдосконалюється психічна стійкість і готовність до ефективних дій в бойовій обстановці.

## Вогнева підготовка (предмет бойової підготовки)
Вогнева підготовка передбачає вивчення матеріальної частини зброї, основ і правил стрільби, дій при озброєнні (прийомів стрільби); прийомів і правил метання ручних гранат; способів розвідки цілей і визначення дальностей до них, а також управління вогнем і проведення стрільби. На заняттях по вивченню матеріальної частини ті, що навчаються, знайомляться з призначенням, бойовими властивостями і пристроєм зброї, боєприпасів, приладів, правилами їх обслуговування, збереження і підготовки до стрільби.
Основи стрільби містять теоретичні положення, знання яких необхідне для розуміння процесів, що відбуваються при стрільбі, і засвоєння її прийомів і правил. Виучувані отримують знання, необхідні для влучної стрільби по різним цілям у всілякій обстановці. Вчення діям при озброєнні здійснюється в цілях опанування прийомів стрільби з різних положень (лежачи, з коліна, стоячи, із-за укриттів, з БМП, БТР, танків тощо) і різними способами (з місця, коротких зупинок і з ходу).
Навчання киданню ручних гранат проводиться в тісному поєднанні з процесом вивчення стрільбі і має за мету навчити особовий склад прийомам і правилам кидання ручних осколкових і протитанкових гранат на дальність і влучність з положень стоячи, з коліна, лежачи, із-за укриттів, на ходу, з БМП, БТР, танків і т. д., по нерухомих цілях, що з'являються і рухаються.
У ході занять з розвідки цілей щепляться навички в орієнтуванні, огляді і оцінці місцевості, відшуканні цілей, цілевказанні і у визначенні дальності до цілей.
На заняттях з управління вогнем виучувані отримують практику в оцінці важливості цілей і визначенні черговості їх поразки, у виборі виду зброї і боєприпасів, способів стрільби, постановці вогневих завдань, в спостереженні за результатами стрільби, коректуванні вогню і в здійсненні маневру вогнем, а також у веденні вогню в складі підрозділу.

## Вогнева підготовка (бойові дії)
Вогнева підготовка атаки це бойові дії ракетних військ, артилерії і авіації, що безпосередньо передують переходу військ в атаку. Вогнева підготовка полягає в нанесенні противнику вогневої поразки заздалегідь організованими і погодженими одночасними або послідовними потужними ударами ракетних військ, що обороняються, артилерії і авіації. Проводиться зазвичай перед переходом військ в наступ, особливо при прориві підготовленої оборони противника; може проводитися і в ході наступу на напрямах (ділянках, рубежах), де просування військ зупинене і противник чинить організований опір (на проміжних оборонних рубежах, водних перешкодах тощо), при введенні в битву (бій) других ешелонів (резервів), а також в обороні при проведенні військами контратак і контрударів. Вогнева підготовка проводиться з метою придушити або знищити засоби зброї масового ураження та високоточної зброї, артилерію, танки, протитанкові засоби, живу силу, пункти управління, радіоелектронні засоби, засоби ППО, а також інші важливі об'єкти і цілі противника в тактичній та найближчій оперативній глибині його оборони на напрямі головного удару, завоювати вогневу перевагу над противником, позбавити його можливості чинити організований опір і тим самим створити сприятливі умови для переходу військ в наступ.
Складовими частинами вогневої підготовки є артилерійська підготовка атаки і авіаційна підготовка атаки; до її проведення залучаються ракетні війська, артилерія, авіація, а інколи танки та вогневі засоби механізованих підрозділів.
Вогонь артилерії та удари ракет і авіації плануються штабом армії або фронту. Об'єкти ураження між ракетними військами, артилерією та авіацією розподіляються виходячи з їх характеру, розмірів, захищеності, рухливості і глибини розташування.
Тривалість і побудова вогневої підготовки визначаються в залежності від характеру оборони противника, кількості сил, що залучаються для її проведення, і засобів і способу переходу військ в атаку. Вона може проводитися протягом 30—50 мін, а при прориві укріплених районів і позицій і більш і складатися з кількох вогневих нальотів артилерії, одночасних або послідовних ударів ракет і авіації, періодів ведення вогню прямим наведенням (руйнування).
Вогнева підготовка закінчується в строго встановлений час потужним вогневим нальотом артилерії та ударами авіації по засобах зброї масового ураження та високоточної зброї, артилерійським та мінометним батареям, протитанковим засобам, опорним пунктам і пунктам управління противника.